# Фарес Балулі
Фарес Балулі (фр. Farès Bahlouli, нар. 8 квітня 1995, Ліон) — французький футболіст алжирського походження, півзахисник.

## Клубна кар'єра
Народився 8 квітня 1995 року в місті Ліон. Вихованець футбольної школи клубу «Ліон», в якій навчався з 9 років.
12 травня 2013 року дебютував за основну команду в матчі Ліги 1 проти ПСЖ, змінивши на 82 хвилині Бафетімбі Гоміса, а наступного дня підписав свій перший контракт з клубом.
У липні 2015 перейшов до «Монако» за 3,5 мільйони євро. У серпні наступного року був відданий в оренду до бельгійського «Стандарда» (Льєж), однак вже в січні повернувся до Монако, так і не зігравши за льєзький клуб.
31 січня 2017 «Монако» продав гравця до «Лілля», також за 3,5 мільйони євро. Зігравши протягом року 14 матчів у чемпіонаті, Балулі перестав потрапляти навіть до заявок на матчі з приходом нового тренера Крістофа Галтьє, до планів якого він не входив. Відтоді грав за «Лілль Б» у четвертому дивізіоні, а потім за резервну команду клубу «Ліон-Дюшер». З 1 липня 2020 року футболіст перебував у статусі вільного агента.
9 березня 2021 року підписав контракт з клубом української Другої ліги «Метал», який у червні того ж року було перейменовано на «Металіст». Вболівальники «Ліона», вихованцем якого є Фарес, за перші 5 днів після трансферу гравця до Харкова замовили понад 500 футболок «Метала» з прізвищем Балулі, і це при тому, що харківський клуб не має інтернет-магазину. Згодом ця цифра виросла до понад 800 футболок.
2 вересня 2022 року перейшов з «Металіста» до «Дніпра-1».

## Виступи за збірні
З 2011 року виступав у складі юнацької збірної Франції, взяв участь у 7 іграх на юнацькому рівні, відзначившись 2 забитими голами.
5 вересня 2013 року, у віці 18 років, дебютував за молодіжну збірну Франції в матчі кваліфікації молодіжного чемпіонату Європи 2015 проти однолітків з Казахстану. Фарес вийшов на поле на 67 хвилині замість Яя Саного і посприяв розгромній перемозі французів з рахунком 5:0. Загалом на молодіжному рівні зіграв у 2 офіційних матчах.

## Досягнення
«Дніпро-1»:
 Срібний призер чемпіонату України: 2022/23

## Сім'я
Брат Фареса, Мохамед Балулі — також професійний футболіст, який виступав за французький «Ліон Б» та італійську «Козенцу» на умовах оренди з «Сампдорії».